# Bastone noderoso
Bastone noderoso è un termine utilizzato in araldica per indicare che è nocchioso, coi rami od opposti o contrarianti.

D'argento, a tre bastoni noderosi di verde (stemma di Cherves-Richemont, Francia)
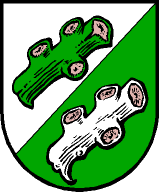
Bastoni noderosi posti in sbarra (Hallwang, Austria)

## Traduzioni
- Francese: chicot o écoté
- Inglese: raguly o ragged
- Tedesco: geastet
- Spagnolo: desbrancado
- Olandese: boomstronk met knoesten